# Halové mistrovství Československa v atletice 1973
Halové mistrovství Československa v atletice 1973 se konalo v Jablonci nad Nisou ve dnech 10. a 11. února 1973.

## Překonané a vyrovnané rekordy
Během mistrovství bylo vytvořeno pět československých rekordů: 
- Vladimír Malý ve skoku do výšky výkonem 220 cm
- Vlastimil Hoferek v běhu na 60 m překážek časem 7,7 s
- Ivan Daniš v běhu na 300 m časem 34,4 s
- Naděžda Varcábová v běhu na 1500 m časem 4:39,6 s
- Helena Fibingerová ve vrhu koulí výkonem 18,44 m
- Luděk Bohman, Juraj Demeč a Josef Čeliš vyrovnali československý halový rekord ve finále běhu na 60 m časem 6,6 s

## Medailisté

### Muži
| Soutěž        | Zlato                   | Stříbro                 | Bronz                          |
| 60 m          | Luděk Bohman 6,6        | Juraj Demeč 6,6         | Josef Čeliš 6,6                |
| 300 m         | Ivan Daniš 34,4         | Miroslav Vaníček 35,1   | Miroslav Kodejš 35,2           |
| 800 m         | Ján Šišovský 1:53,4     | Jozef Samborský 1:53,7  | Vladimír Bartovič 1:56,2       |
| 1500 m        | Ivan Kováč 3:57,0       | Jozef Machálek 3:57,7   | Štefan Polák 4:02,6            |
| 3000 m        | Ivan Kováč 8:34,8       | František Bartoš 8:37,4 | Zdeněk Luňák 8:37,6            |
| 60 m př.      | Vlastimil Hoferek 7,7   | Ivan Sedláček 7,9       | Petr Čech 8,0                  |
| Skok do výšky | Vladimír Malý 220 cm    | Jiří Palkovský 212 cm   | Roman Moravec 209 cm           |
| Skok o tyči   | Antonín Spěvák 480 cm   | Zdeněk Lhotský 480 cm   | Petr Topol a Karel Jelínek 470 |
| Skok daleký   | Jaroslav Brož 762 cm    | Jan Broda 731 cm        | Vladislav Prokop 724 cm        |
| Trojskok      | Jan Broda 15,89 m       | Jiří Vyčichlo 15,69 m   | Pavel Sasín 15,67 m            |
| Vrh koulí     | Jaroslav Brabec 18,74 m | Jaromír Vlk 18,56 m     | Jan Skoupý 16,90 m             |

### Ženy
| Soutěž        | Zlato                      | Stříbro                         | Bronz                     |
| 60 m          | Jarmila Nygrýnová 7,3      | Hana Malá a Krista Jarošová 7,4 | –                         |
| 300 m         | Libuše Macounová 40,4      | Vlasta Seifertová 40,7          | Jozefína Čerchlanová 41,2 |
| 800 m         | Helena Nerudová 2:17,4     | Božena Sudická 2:18,0           | Bohumila Bednářová 2:19,2 |
| 1500 m        | Naděžda Varcábová 4:39,6   | Hana Soumarová 4:52,1           | Božena Sudická 4:59,6     |
| 60 m př.      | Milena Piačková 8,8        | Galina Kudrnová 9,0             | Vanda Nováková 9,0        |
| Skok do výšky | Miroslava Hübnerová 184 cm | Milada Karbanová 181 cm         | Alena Prosková 178 cm     |
| Skok daleký   | Jarmila Nygrýnová 633 cm   | Eva Šuranová 604 cm             | Mária Devínska 583 cm     |
| Vrh koulí     | Helena Fibingerová 18,44 m | Milada Peterková 15,20 m        | Danuše Matoušková 14,26 m |